# Timon Walther
Timon Gustav Theodor Walther (* 20. Januar 1800 in Halle an der Saale; † 1. Oktober 1881 in Bernburg) war ein deutscher Lehrer, evangelischer Pfarrer und Politiker im Herzogtum Anhalt-Bernburg.

## Leben
Timon Walther war der Sohn der Pfarrers und späteren Coburger Superintendenten Johann Wilhelm Walther und dessen Ehefrau, einer geborenen Gühne. Walther heiratete in Sülzhayn Louise Dorothee Christiane Rosalie Rudloff († 2. Februar 1863 in Bernburg), die Tochter des Leinewebers Hendrick Adam Rudloff. Aus der Ehe ging der Sohn Gustav Walther (1827–1903) hervor, der Präsident der Herzoglichen Regierung in Dessau und anhaltinischer Landtagsabgeordneter wurde.
Walther besuchte ab 1803 die Französische Schule und ab 1806 das Gymnasium in Potsdam. 1812 erhielt er Privatunterricht in Coburg, bevor er 1813 an das Francisceum Zerbst wechselte. 1817 bis 1820 studierte er Theologie an der Martin-Luther-Universität Halle-Wittenberg und war 1819 bis 1820 gleichzeitig Volontär beim 2. Jäger-Bataillon. Von 1820 bis 1822 studierte er Theologie in Berlin. Dazu war er gleichzeitig Erzieher des ältesten Sohns des preußischen Kriegsministers Hiob Carl Ernst von Witzleben. 1821 legte er das Examen pro venia und pro seminario in Magdeburg ab. 1822 besuchte er das Predigerseminar in Wittenberg und wurde im gleichen Jahr von der Universität Halle zum Dr. phil. promoviert (cum laude). 1823 bestand er das Examen pro ministerio in Magdeburg mit der Note „vorzüglich“.
1824 wurde er Divisionsprediger der 9. Division in Glogau und war gleichzeitig Studiendirektor und Lehrer der Geschichte an der Schule der Division. 1829 war er Mitgründer der städtischen Gewerbeschule in Glogau. 1833 erfolgte die Beförderung zum Militäroberprediger des 5. Armeekorps, zum 1. Pfarrer der Garnisonsgemeinde, Konsistorialrat und Mitglied des Provinzialschulkollegiums und Referenten für ex confidentia übertragene Angelegenheiten im Oberpräsidium Posen. Daneben war er Studiendirektor der Divisionsschule der 10. Division. 1840 bis 1877 war er Oberprediger an St. Ägidien, Landessuperintendent und Konsistorialrat, und 1846 wurde er zum Oberkonsistorialrat befördert. Ab 1858 diente er als letzter Generalsuperintendent der anhalt-bernburger Kirche, deren Konsistorium am 1. April 1865 aufgelöst wurde. Damit endete die selbstständige anhalt-bernburger Kirche.
Walther war Anhalt-Bernburgischer Bevollmächtigter auf der Konferenz der verbündeten deutschen Regierungen vom 10. Bis 15. Mai 1850 in Berlin. 1850 gehörte er dem Volkshaus des Erfurter Unionsparlament an. Vom 1. / 12. Juni 1849 bis zum 31. Mai 1850 war er herzoglich anhalt-bernburgischer Bevollmächtigter im Verwaltungsrat der Union.
Walther war Ehrenbürger der Stadt Bernburg. 1833 wurde er mit dem Roten Adlerorden 4. Klasse ausgezeichnet.
Er war 1861 Herausgeber des Gesangbuchs, das in den altbernburger Gemeinden bis 1920 verwendet wurde.